# (13954) Born
(13954) Born (1990 TF8) – planetoida z grupy pasa głównego asteroid okrążająca Słońce w ciągu 4,06 lat w średniej odległości 2,54 j.a. Odkryta 13 października 1990 roku.